# Quluo (socken i Kina, lat 28,59, long 87,35)
Quluo (kinesiska: 曲洛, 曲洛乡) är en socken i Kina. Den ligger i den autonoma regionen Tibet, i den sydvästra delen av landet, omkring 390 kilometer väster om regionhuvudstaden Lhasa.
Genomsnittlig årsnederbörd är 830 millimeter. Den regnigaste månaden är juli, med i genomsnitt 197 mm nederbörd, och den torraste är december, med 9 mm nederbörd.